# 康俊
康俊（1964年7月—），男，漢族，四川會理人，中華人民共和國政治人物，四川師範大學政法系經濟管理專業畢業，在職大學學歷。

## 生平
1985年1月參加工作，1981年8月加入中國共產黨。曾於涼山彝族自治州會理縣、冕寧縣等地任職，擔任冕寧縣縣委書記、縣人民政府縣長、縣人大常委會主任。隨後也在涼山彝族自治州、資陽市、內江市擔任常委職務，2018年7月獲選為內江市常務副市長，2020年1月接任內江市政協主席。